# Via Belgica

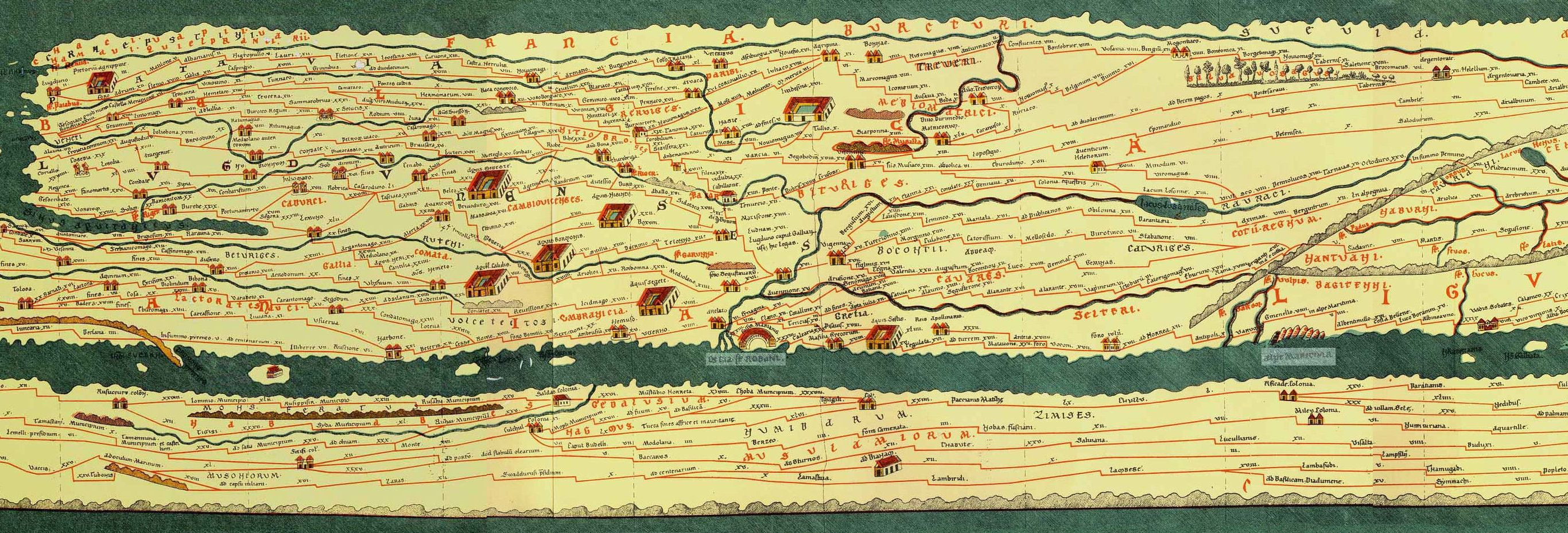
Deel van de Peutingerkaart met de Romeinse wegen in België, Nederland, Frankrijk en Duitsland

Reconstructie Romeins Keulen met linksboven de Via Belgica

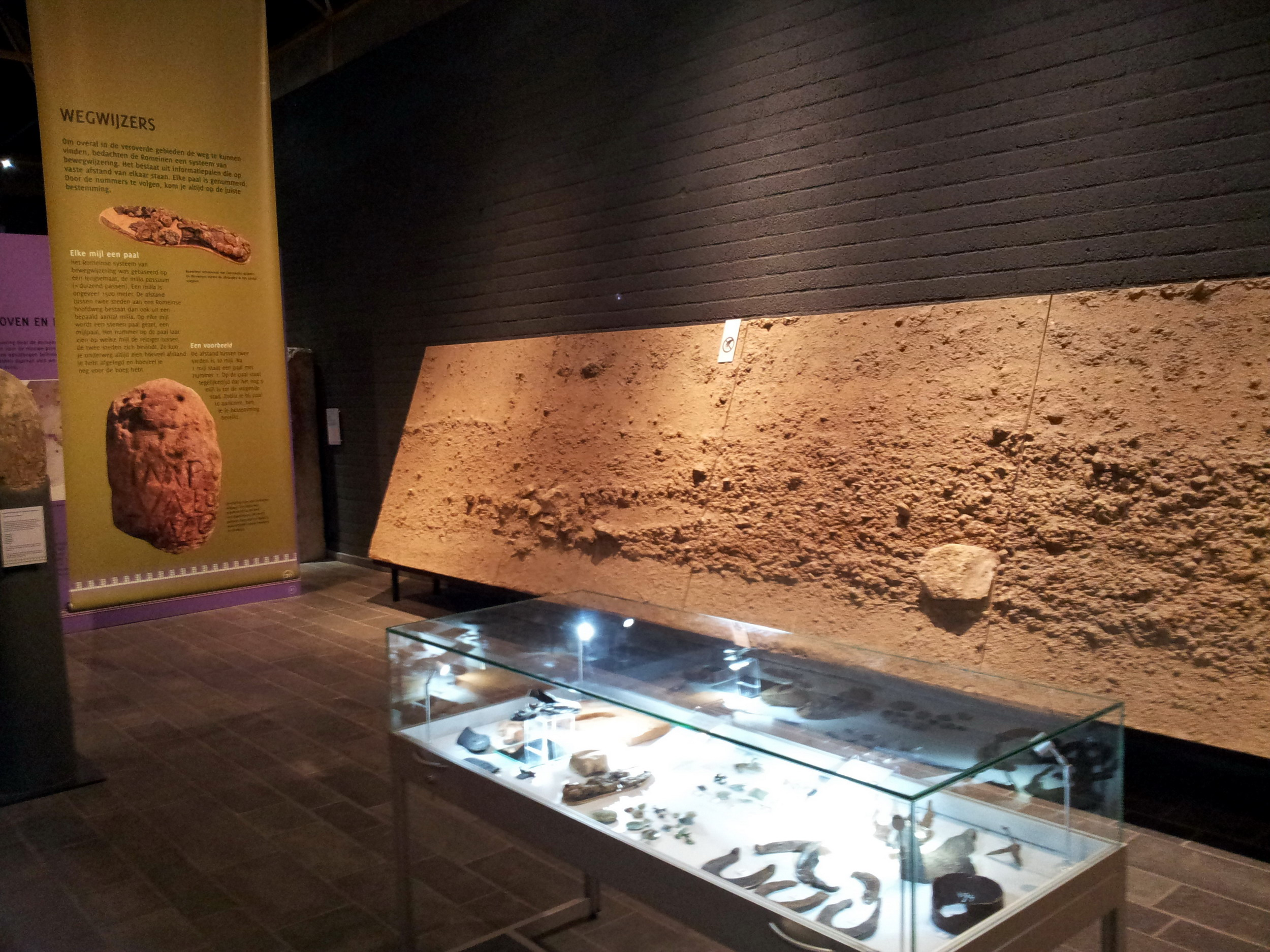
Tentoonstelling over de Via Belgica in het Thermenmuseum in Heerlen. Op de achtergrond een profieldoorsnede van een deel van de weg

De heirbaan Boulogne – Keulen, tegenwoordig veelal aangeduid als de Via Belgica, was de belangrijkste Romeinse heerweg in de Lage Landen, wellicht deels al van Keltische oorsprong, gelegen tussen Boulogne-sur-Mer aan de Atlantische kust en de stad Keulen aan de Rijn. Het westelijk deel van de weg stond in de vroege middeleeuwen bekend als de Chaussée Brunehaut.

## Geschiedenis

### Naamgeving en historiografie
De naam Via Belgica is waarschijnlijk in 1999 door de archeologen Titus Panhuysen en Marjorie de Grooth bedacht. De naam is sindsdien snel ingeburgerd. Zo gebruikte Thermenmuseum-conservator Karen Jeneson de term meermaals in haar bijdrage in de driedelige geschiedenis van Limburg, die in 2015 onder auspiciën van het LGOG verscheen.
De historicus Jona Lendering heeft moeite met de naam Via Belgica, wat volgens hem weliswaar correct Latijn is, maar die niet de naamgevingsconventies van Romeinse wegen volgt. De Romeinen noemden volgens Lendering hun wegen naar degenen die ze hadden gebouwd (bijvoorbeeld Via Appia, Via Egnatia, Strata Diocletiana) of anders naar de bestemming (Via Casilina, Via Portuense). Via Belgica of Via Belgicana zou dan de naam zijn geweest van een weg naar Belgica, niet – zoals hier bedoeld – door Belgica. De naam van de route dwars door België, aangelegd door Marcus Vipsanius Agrippa zou volgens Lendering Via Vipsania kunnen zijn geweest.
In de middeleeuwen werd het gedeelte tussen Amiens en Tongeren Chaussée Brunehaut genoemd, naar een sage over de Frankische koningin Brunhilde van Austrasië, waaraan de aanleg en het onderhoud van de heerwegen werd gekoppeld. Zo voltooide ze volgens de sage het werk van haar man, Sigebert. Chlotharius II wilde haar land inpikken en liet haar gevangennemen. Ze werd zonder kleren op een kameel gebonden, maar na drie dagen lijden was ze nog steeds niet dood. Daarop werd ze met haar haren, een hand en een voet aan een wilde hengst gebonden. Op de plaats waar Brunhilde werd teruggevonden, werd ter herinnering de Brunhildesteen (Frans: Pierre de Brunehaut) opgericht. Dit is een menhir te Hollain (Doornik). In Bavay wordt haar veronderstelde wegenbouwkundige activiteit sinds 1872 herinnerd met een monumentje, dat ongeschonden een bombardement tijdens de Tweede Wereldoorlog heeft doorstaan.
Begin 19e eeuw speelde Martin Cudell (1773-1845), die gezien wordt als Limburgs eerste archeoloog, een belangrijke rol in het onderzoek naar het tracé van de weg in Belgisch en Nederlands-Limburg. Zo toonde hij aan dat de weg bij Rimburg, zijn geboortedorp, de Worm was overgestoken. Zijn pionierswerk werd voortgezet door de priester-archeoloog Jos Habets (1829-1893).

### Oudheid
De weg werd omstreeks 10 v. Chr. door de Romeinen aangelegd als heirbaan, hoewel delen ervan wellicht reeds deel uitmaakten van een Keltische handelsroute. Daarop zou ook de plaatsing van grafheuvels uit de Bronstijd en IJzertijd wijzen. Toen Julius Caesar in 57 v.Chr. de Belgae aanviel, volgde hij wellicht deze route, reden waarom sommigen vermoeden dat de Slag aan de Sabis plaatsvond op de kruising van de Selle met deze weg, in en vlak bij het huidige dorp Saulzoir. Ook tijdens de Bataafse Opstand werd deze weg gebruikt door Romeinse troepen.
De oude weg was niet alleen economisch belangrijk voor de Kelten, maar later ook voor de verplaatsing van de Romeinse legioenen en hun bevoorrading. Daartoe werd in het vruchtbare Haspengouw de oudste stad van België, Tongeren, gesticht, op de kruising van deze weg met de Jeker. Vanuit dit legerkamp werden de soldaten die de Rijngrens bewaakten bevoorraad met graan uit Haspengouw. Boulogne-sur-Mer was de belangrijkste haven om naar Britannia te reizen, Keulen was een belangrijke stad aan de Rijngrens. Langs de weg werden Romeinse villa's, nieuwe nederzettingen en tumuli (grafheuvels) gebouwd. In 333 werd nabij de brug te Maastricht een Romeins castellum gebouwd om de belangrijke Maasovergang te beschermen. De Via Belgica liep hier dwars door het castellum.

### Middeleeuwen en later
Na de oudheid bleef de Via Belgica steeds in gebruik tussen de belangrijkste steden zoals tussen Tongeren, Maastricht en Keulen en werden de gedeelten ervan dicht bij deze steden ook nog wel onderhouden, maar andere gedeelten raakten langzamerhand in de vergetelheid. In Zuid-Limburg wil men de Romeinse weg zo veel mogelijk opnieuw zichtbaar maken, in 2008 tekenden de gemeenten Maastricht, Meerssen, Valkenburg aan de Geul, Voerendaal, Heerlen en Landgraaf het Belvedereproject in Rimburg, met als doel het landschap en zijn geschiedenis meer bekendheid te geven. Sindsdien zijn delen van de oorspronkelijke weg onder meer in Maastricht en Voerendaal weer beter zichtbaar. In bijvoorbeeld Rimburg is tussen huisnummers 53 en 55 van de Broekhuizenstraat de sokkel van een Romeinse mijlpaal zichtbaar.
De route wordt nog altijd gedeeltelijk voor doorgaande wegen gebruikt: van Bavay tot Chapelle-lez-Herlaimont als de D932 van het Franse Noorderdepartement en de Belgische N563, en van Moxhe tot Emmaberg als de Belgische N69, N79b en N79 en de Nederlandse N278, N590 en een klein stukje van de N298. Voor de rest is de route als lokale weg in gebruik of onderbroken.
In Duitsland doorkruist de Via Belgica de bruinkoolgroeve Hambach, voordat deze groeve werd uitgegraven, is uitgebreid archeologisch onderzoek gedaan. De onderzoekers vonden dat de weg daar uit twaalf opeenvolgende lagen bestond.

## Geografie

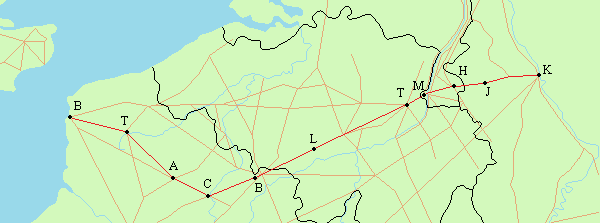
Plaatsnamen vanaf het Kanaal (links) tot aan de Rijn (rechts): Boulogne-sur-Mer, Therouanne, Arras, Cambrai, Bavay, Liberchies, Tongeren, Maastricht, Heerlen, Jülich en Keulen

### Routeverloop
Het verloop van deze Romeinse weg staat aangeduid op de Tabula Peutingeriana, een middeleeuwse kopie van een 4e-eeuwse landkaart. De volgende plaatsen lagen aan de weg:
- Gesoriacum (Boulogne): havenplaats met verbinding naar Britannia
- (Terwaan)
- Atrebatum (Atrecht) : hoofdstad van de Atrebates
- Camaracum (Cambrai of Kamerijk)
- Bagacum Nerviorum (Bavay): hoofdstad van de Nerviërs
- Vodgoriacum (Waudrez)
- (Liberchies)
- Geminiacum (Les Bons Villers)
- Perniciacum (Braives)
- Atuatuca Tungrorum (Tongeren): hoofdstad van de Tungri
- Mosa Trajectum (Maastricht): hier stak de weg de Maas over via de Romeinse brug van Maastricht[noot 3]
- (Valkenburg)
- Coriovallum (Heerlen): hier zijn tal van Romeinse vondsten gedaan, onder andere de bekende thermen van Heerlen
- (Eygelshoven): hier bevinden zich de mijlpalen van Eygelshoven uit de tijd van Keizer Constantijn, gevonden in de Johannes de Doperkerk.
- (Rimburg): hier stak de weg het riviertje Worm over; ook werd er in 1800 een fragment van de mijlpaal van Rimburg aangetroffen
- Iuliacum (Jülich of Gulik)
- Tiberiacum (Bergheim-Thorr)
- Colonia Claudia Ara Agrippinensium (Keulen)

### Traject Tongeren - Maastricht
Tussen Tongeren en Maastricht ligt de N79 die via Herderen en Riemst in de nabijheid van de oude Romeinse weg loopt. Tussen Tongeren en Herderen lag de Romeinse weg iets zuidelijker, en ten oosten van Herderen naar Maastricht iets noordelijker van de N79. Ten zuiden van Herderen loopt er parallel aan de N79 een weg die thans nog de naam Romeinseweg draagt. Aan de westkant van Herderen liggen even ten noorden van de Romeinsebaan twee Gallo-Romeinse grafheuvels: de Tumulus van Herderen (Vlijtingerweg) en de Tumulus van Herderen (De La Brassinnestraat).
In het zuidwesten van Maastricht in de wijk Daalhof verwijst de naam Romeinsebaan eveneens naar de weg. Binnen het tegenwoordige stadscentrum van Maastricht volgde de weg de tegenwoordige Brusselsestraat en liep vervolgens langs de noordzijde van het Vrijthof en de Grote Staat naar de Maas. Net vóór het bereiken van de rivier maakte de weg een knik naar het zuiden om pas ter hoogte van de Plankstraat weer oostwaarts te buigen. Op de noordwesthoek van het Vrijthof hebben archeologische opgravingen in 2003 aangetoond dat de weg minstens dertien keer vernieuwd is, waarvan zevenmaal in de Romeinse periode. Hier bevond zich ook een Romeinse begraafplaats, die in de Merovingische tijd zou uitgroeien tot het grootste Frankische grafveld in Nederland (zie: Lijst van archeologische opgravingen op en rondom het Vrijthof).

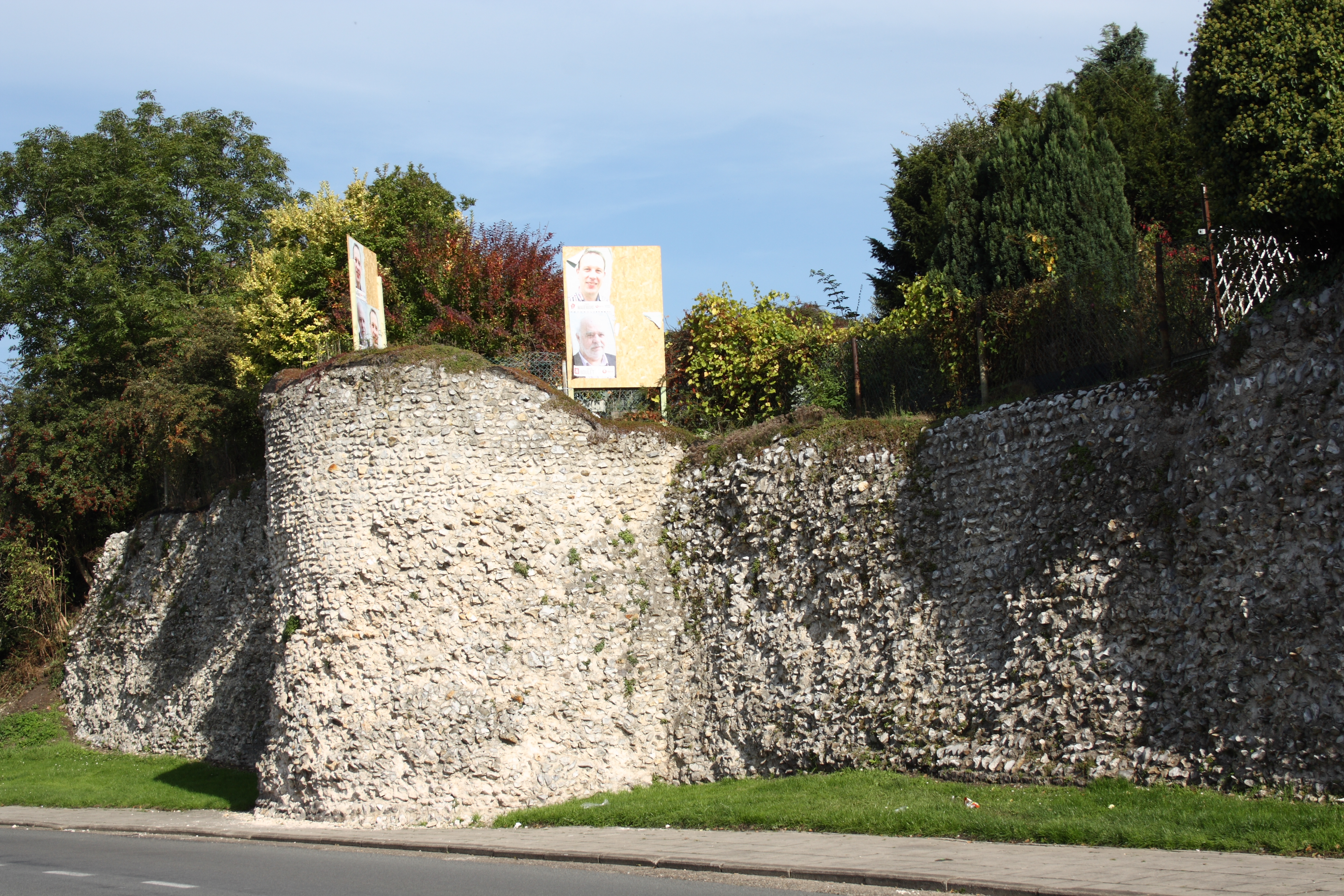
Romeinse stadsmuur Tongeren
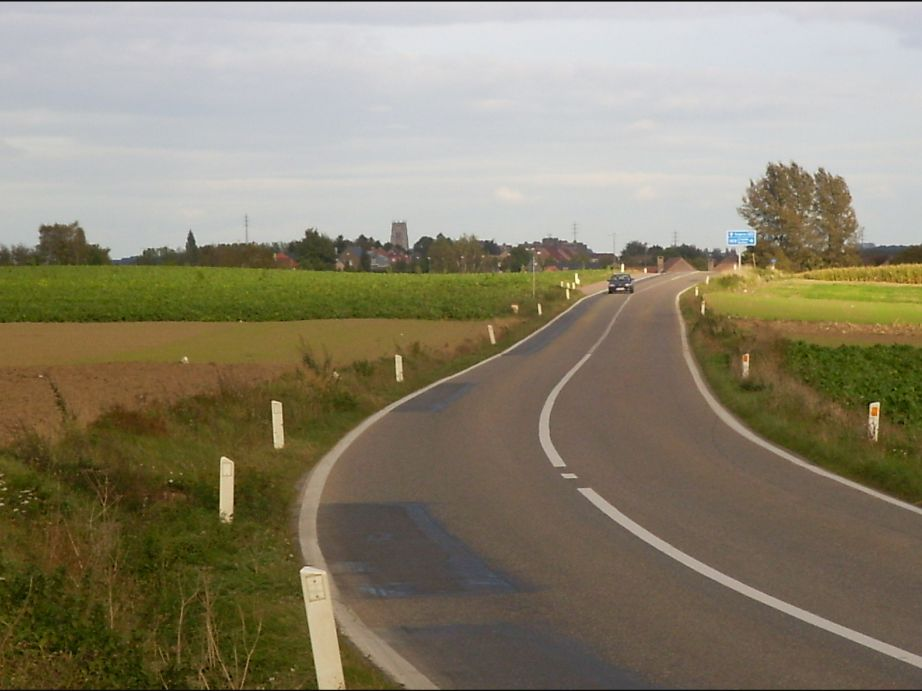
Romeinse kassei nabij Tongeren
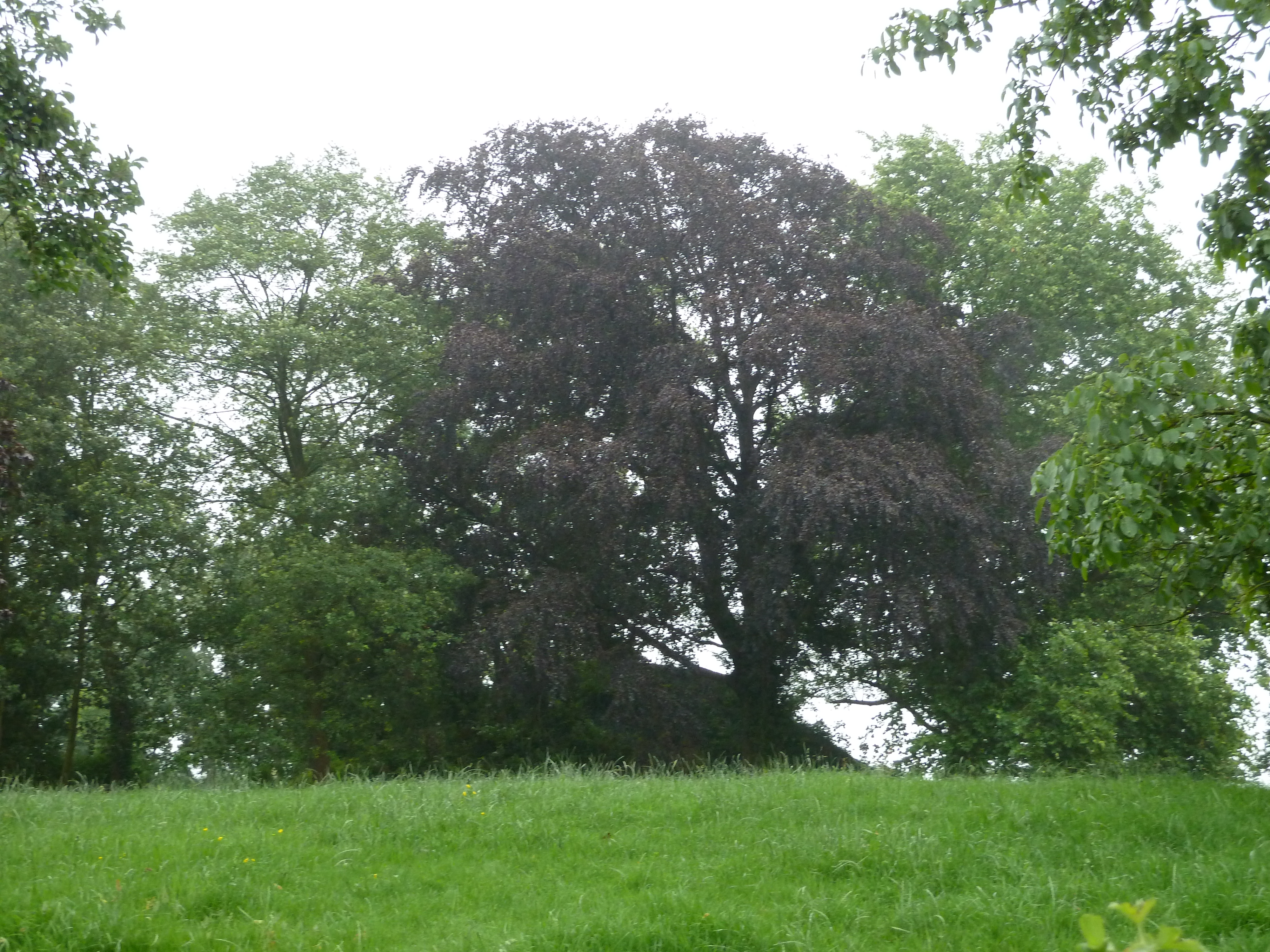
Tumulus van Herderen
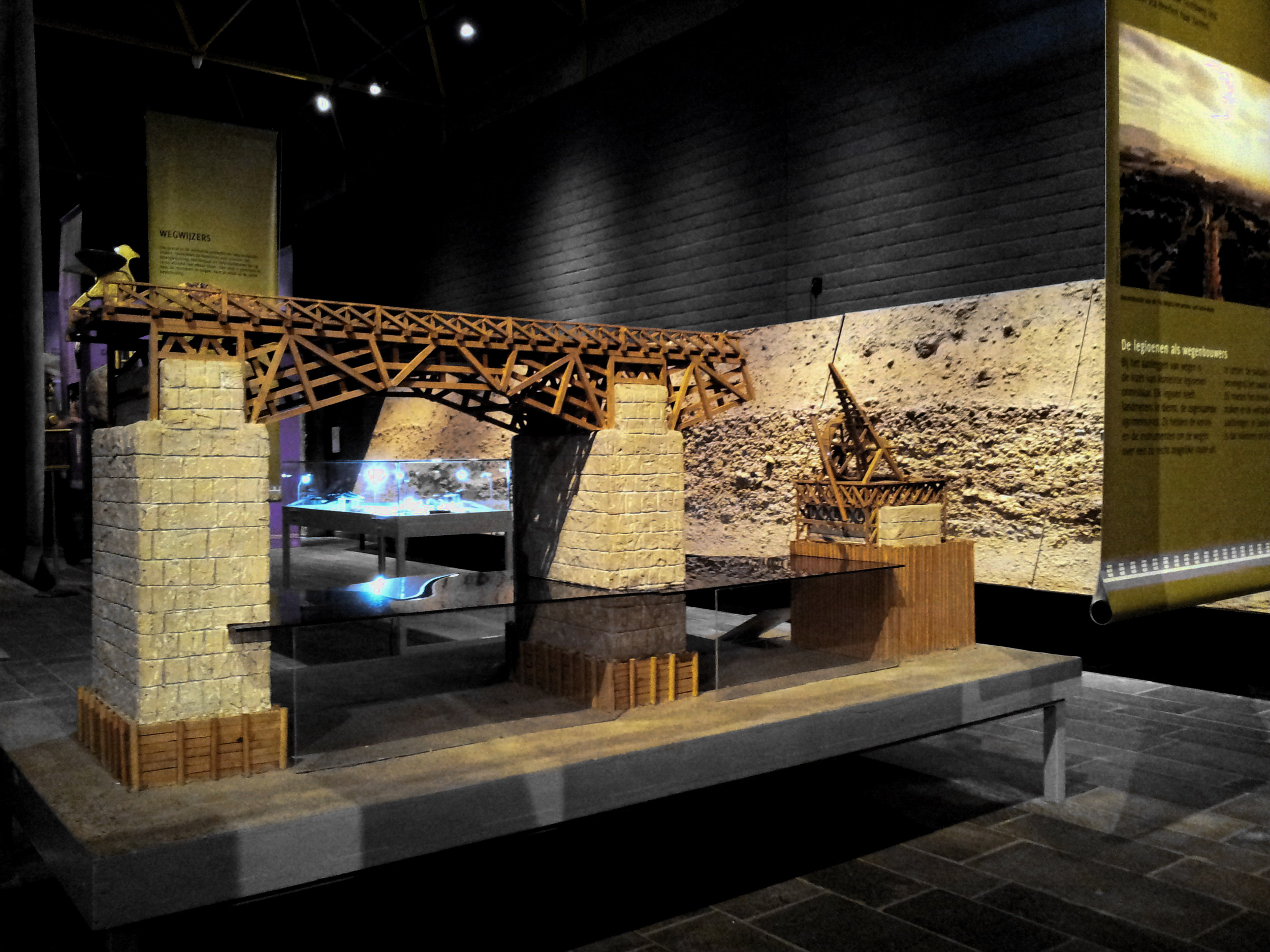
Model Romeinse brug Maastricht

### Traject Maastricht - Heerlen - Rimburg
Ter hoogte van de huidige Eksterstraat stak de Romeinse weg de Maas over via de aldaar gelegen Romeinse brug van Maastricht. Aan de oostzijde van de Maas, nu het midden van het stroombed, liep de Romeinse weg vanaf de brug schuin naar het noorden richting het Geuldal om daar naar het oosten te gaan. Nabij de Meerssenerweg/Mariënwaard in het noordoosten van Maastricht heeft men resten aangetroffen van de weg. In Houthem op de Putweg zijn er  restanten aangetroffen van de Via Belgica in 2003. In Broekhem (Valkenburg) zijn er langs de Cremerstraat resten van Romeinse graven gevonden. Ter hoogte van Valkenburg verlaat de Romeinse weg het Geuldal richting Walem om onderwijl langs de Goudsberg (Steenstraat) te gaan waar ooit een Romeinse wachttoren heeft gestaan (wachtpost Goudsberg). De weg liep verder richting Termaar en Voerendaal naar Heerlen. In Heerlen ligt de huidige Valkenburgerweg op de plaats waar de oude Romeinse weg gelegen heeft. In Heerlen zijn er vele vondsten gedaan en bevonden zich thermen.
Rondom het traject Maastricht - Heerlen lagen vele Romeinse villa's.

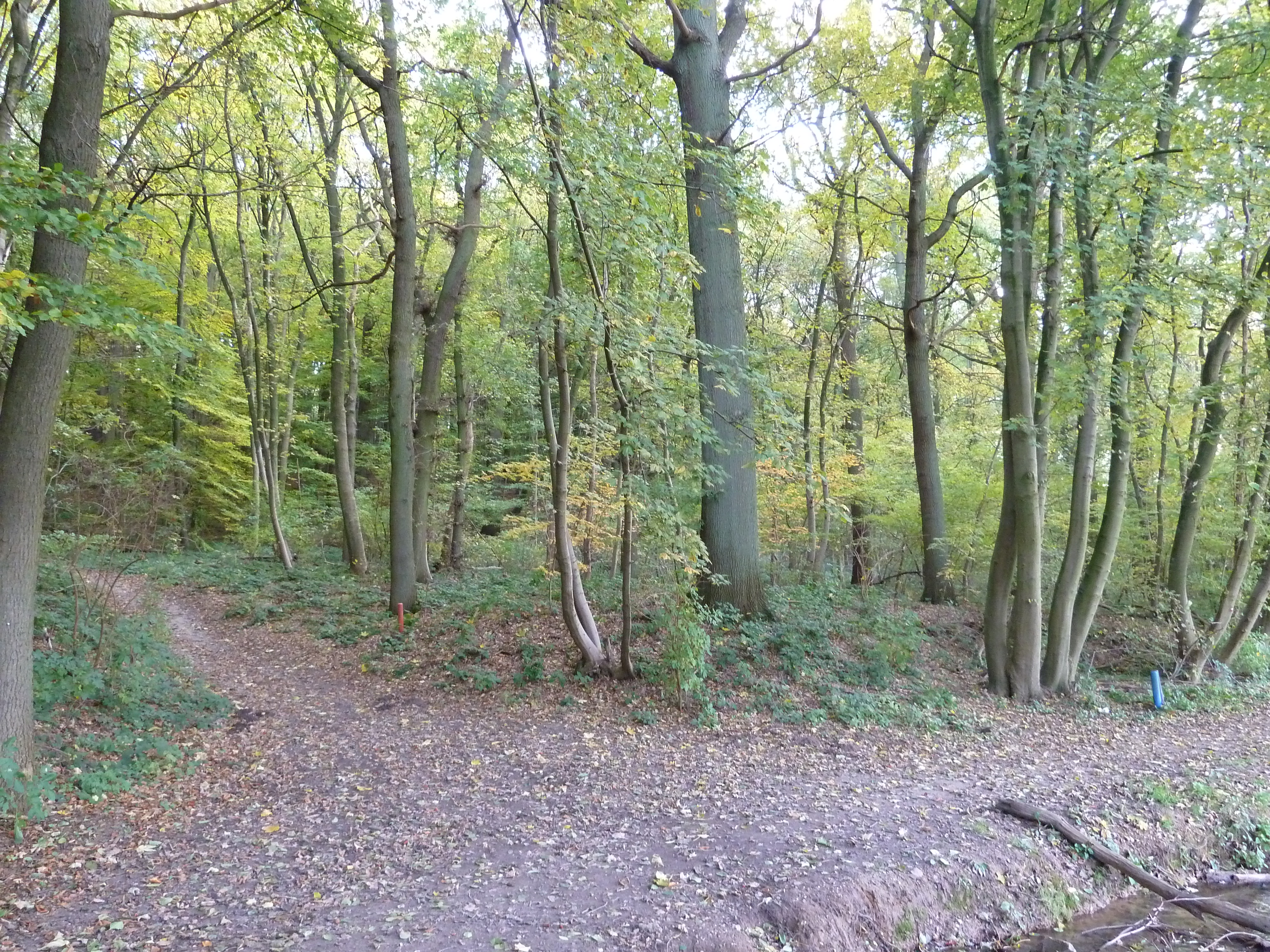
Terrein Villa Ravensbosch
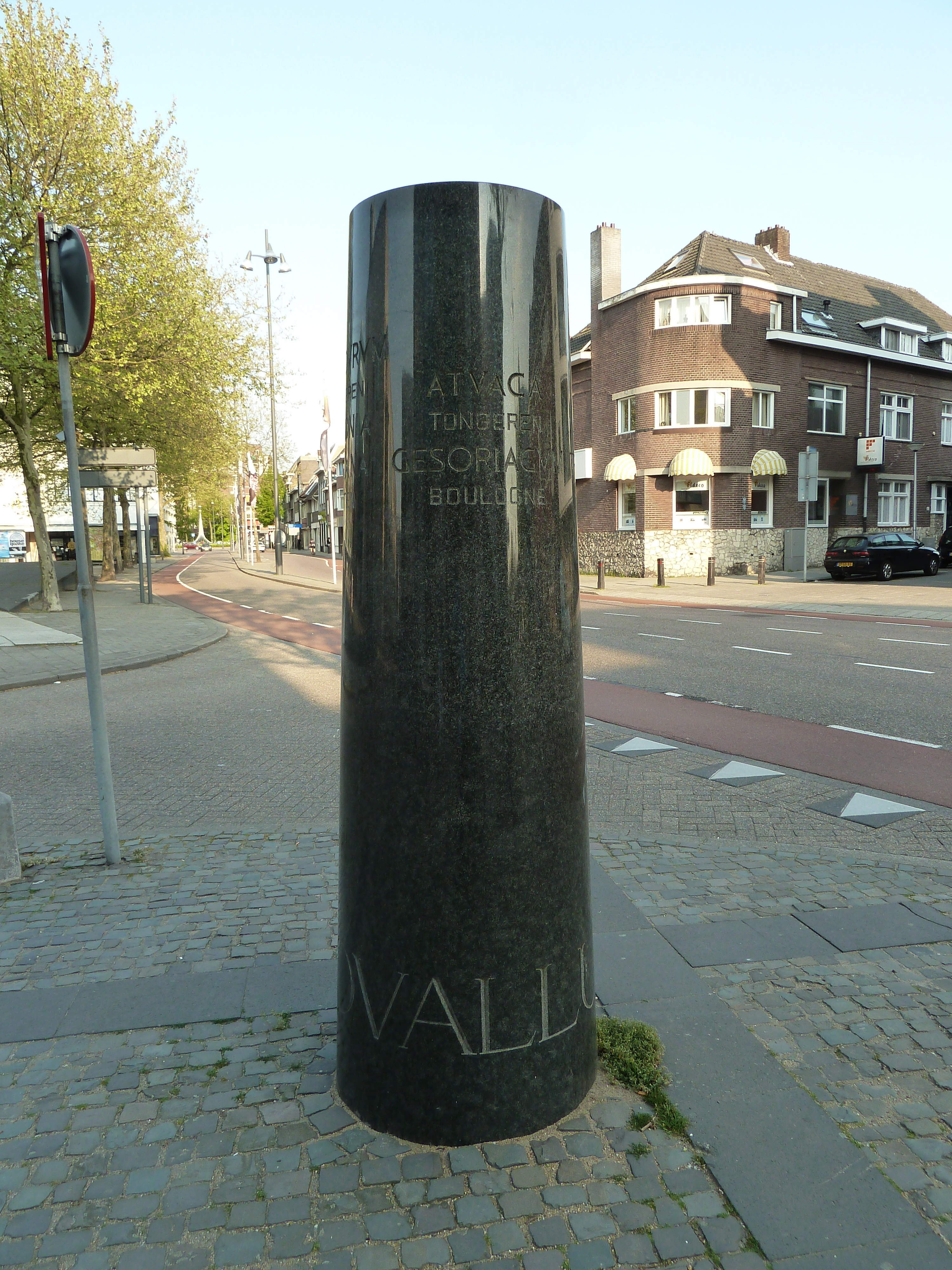
Kruising in Heerlen
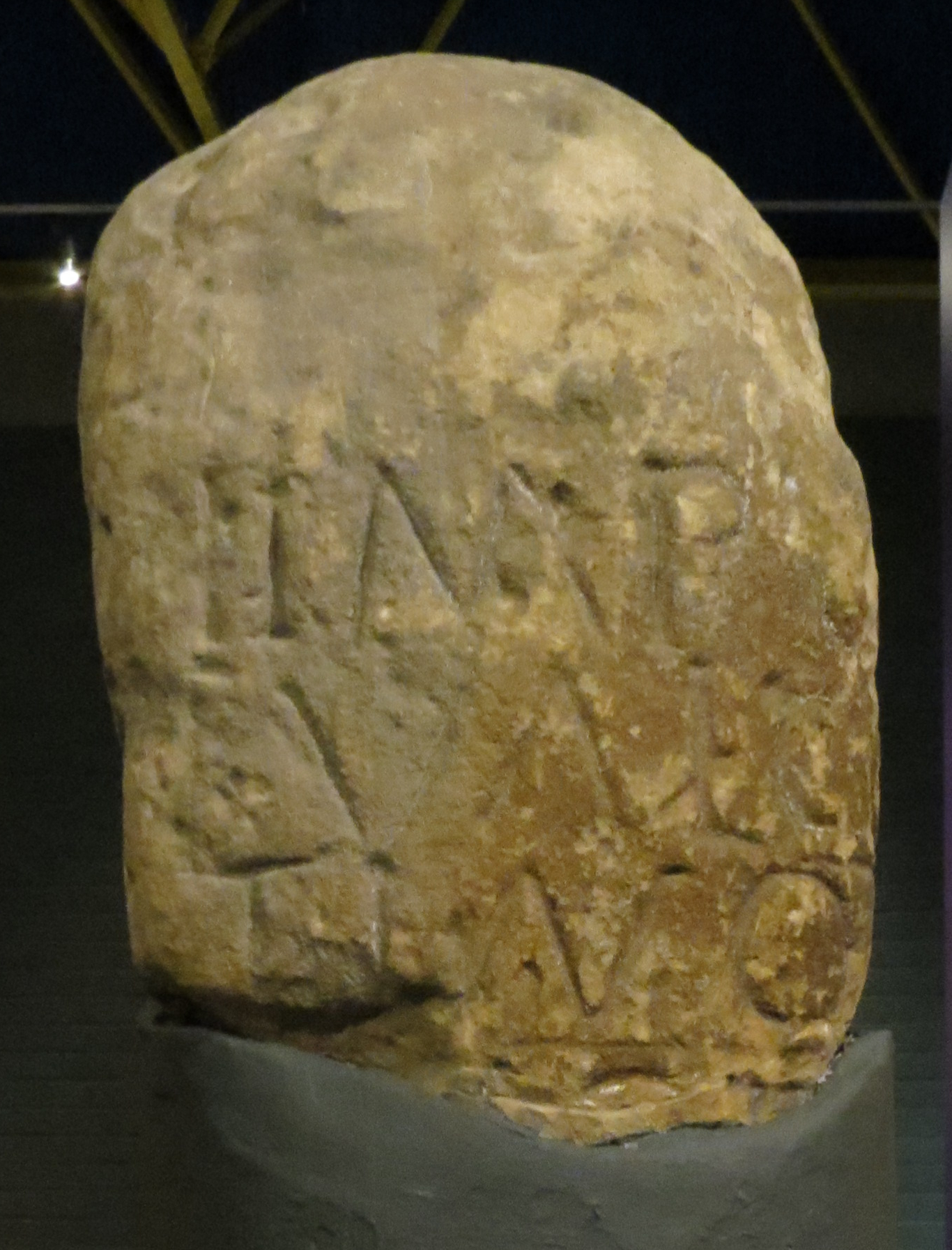
Mijlpaal van Eygelshoven
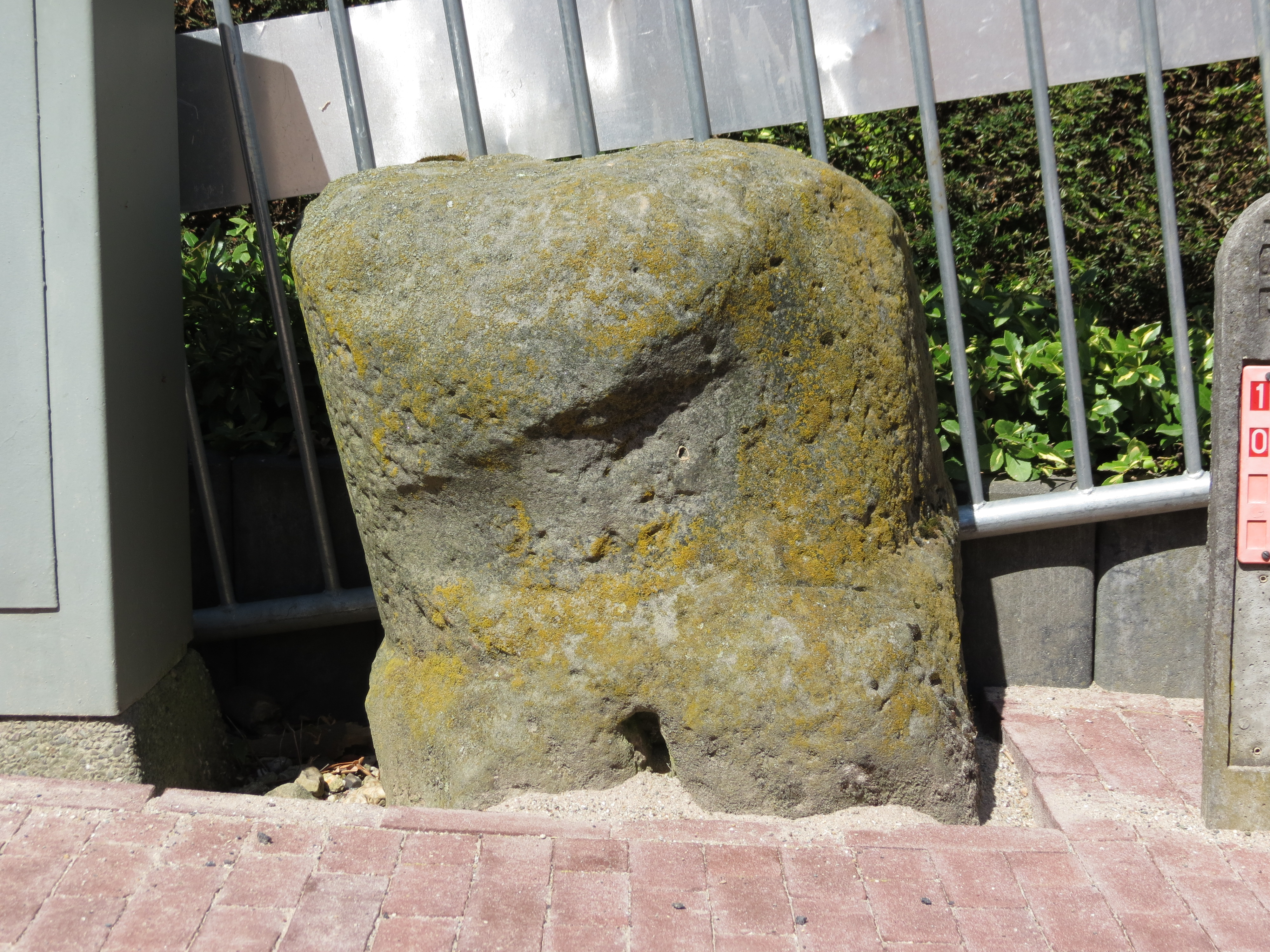
Mijlpaal van Rimburg

### Aftakkingen
Parallel aan de Via Belgica liepen:
- de heirbaan Tongeren-Bonen
- de heirbaan tussen Bavay, Jeumont, Strée, Taviet en Trier
- de heirbaan tussen Reims (hoofdstad van Gallia Belgica), La Capelle en Vervins

Noord-zuidverbindingen verbonden de weg met:
- vanuit Bavay: Doornik en Kortrijk
- vanuit Bavay: Blicquy, Velzeke en het kustgebied (nu gedeeltelijk N527) (Romeinse weg Velzeke-Bavay)
- vanuit Bavay: Bergen, Edingen, Asse, Rumst en misschien Utrecht (nu gedeeltelijk N585)
- Rumst, Elewijt, Steenokkerzeel, Baudecet, Taviet en Aarlen.

In het Maasland liepen de volgende Romeinse wegen:
- de heirbaan Tongeren-Duurstede
- de heirbaan Maastricht-Nijmegen
- de heirbaan Heerlen-Xanten
- de Via Mansuerisca
- de Oude Akerweg, de verbinding tussen Maastricht (Mosa Trajectum) en Aken (Aquis Granum).

## Toeristische promotie
Binnen het Interreg-project VIA VIA werken sinds 2024 dertien partners samen om het Romeinse erfgoed langs de Via Belgica meer onder de aandacht te brengen op negen plekken in België, Nederland en Duitsland. Onder de partners bevinden zich het Gallo-Romeins Museum in Tongeren, het Centre Céramique in Maastricht en het Thermenmuseum in Heerlen, alsmede acht gemeenten langs de route. Het Interreg-programma Maas-Rijn verleende een EFRO-bijdrage van bijna € 2,3 miljoen, ongeveer de helft van het geschatte investeringsbedrag (looptijd 2025-2027).

## Verder lezen
- (fr)  Corbiau, Marie-Hélène (2012): La voie romaine Boulogne-Bavay-Tongres-Cologne. Un itinéraire antique à travers l'Europe, Institut du patrimoine wallon. ISBN 287522090X
- (fr)  Mariën, Marcel Édouard (1967): Par la chaussée Brunehaut, de Bavai à Cologne, Bruxelles, Musées royaux d'art et d'histoire, 1967, 128 p. 76 ill.
- (nl)  Nouwen, Robert: De Romeinse heerbaan : de oudste weg door de Lage Landen , 2021, Sterck & De Vreese.